# Ciudades de tango
Ciudades de tango es un programa de televisión argentino de género cultural. Debutará el sábado 19 de mayo de 2018 por la cadena TV Pública de Argentina. Se planificó para los sábados pero se emite los domingos a las 22:00. Es conducido por Mora Godoy.

## Equipo

### Conductora
- Mora Godoy. (19 de mayo de 2018- presente).

## Mecanismo del programa
El ciclo a lo largo de sus ocho emisiones semanales, la reconocida artista llevará a los televidentes a recorrer: Nueva York (Estados Unidos),  Shanghái y Beijing (China), Atenas (Grecia), Medellín (Colombia), Berlín (Alemania), Atenas (Grecia) y Formentera
(España). Ciudades impactantes que generan un vínculo amoroso con el tango, un hecho artístico y cultural argentino que renueva su vigencia en el mundo.